# 联合国历史

各成员国加入联合国的年代。

联合国是第二次世界大战结束后成立的国际组织。自那时起，联合国逐步拓展了其目标与行动范畴，在21世纪初已发展成为了典型的国际性机构。
美国总统富兰克林·罗斯福是最先使用“联合国”（United Nations）来描述第二次世界大战同盟国的人。当时，罗斯福向温斯顿·丘吉尔提议了拜伦长诗《恰尔德·哈罗德游记》中的一词“united nations”，该词最初是用来描述1815年滑铁卢战役中的反法同盟的。1942年1月1日，罗斯福在《联合国家宣言》中第一次正式使用了这一词语。
此后，同盟国便开始使用“联合国”来称呼它们的联盟。

## 筹备

筹备中的联合国

建立联合国这一国际组织的想法，始于同盟国在1943年10月莫斯科会议（Moscow Conference）发表的《中苏英美四国关于普遍安全的宣言》，和德黑兰会议上签署的声明。
1944年10月，来自法、中、英、美、苏的五国代表在华盛顿哥伦比亚特区的敦巴顿橡树园举行了会议，详细讨论了联合国的建立事宜；上述会议及往后的多次会议产生了一系列草案，提出了联合国的宗旨、成员国及组织，为其安排了维护国际和平与安全、促进国际经济和社会合作的职责。各国政府以及世界各地的公民个体对这一系列草案进行了多番商讨与辩论。
1945年3月1日举行的雅尔塔会议，确定了联合国将接纳同盟国国家为其成员国。因此，巴西、叙利亚等在1945年头3个月内对德或对日宣战的多个国家，也符合成为其成员国的条件。

## 成立
1945年4月25日，在美国旧金山举行了联合国国际组织会议。除了国家政府外，国际扶轮、国际狮子会等多个非政府组织也获邀参与宪章的起草。两个月后，50个国家的代表于6月26日在会议上签署了《联合国宪章》。由于本国政治不稳定而未能派出代表签约的波兰，则在1945年10月15日签署了该宪章。按宪章规定，宪章必须由中华民国、法国、苏联、英国、美国这五国政府，以及其余46国政府中的多数正式批准后，方可生效。1945年10月24日，由于已经满足上述条件，联合国正式成立。
先前的国际组织国际联盟则在1946年4月18日正式解散，并将其职责转交给了联合国。

### 《联合国宪章》签署国列表
| - 北美洲（12） - 美国 - 加拿大 - 墨西哥 - 古巴 - 薩爾瓦多 - 海地 - 尼加拉瓜 - 巴拿马 | - 南美洲（10） - 巴西 - 阿根廷 - 哥伦比亚 - 委內瑞拉 - 秘魯 - 智利 - 乌拉圭 - 巴拉圭 - 玻利维亚 | - 亞洲（8） - 中華民國 - 印度 - 菲律賓 - 沙烏地阿拉伯 - 伊朗 - 伊拉克 - 叙利亚 - 黎巴嫩 | - 歐洲（15） - 英国 - 苏联 - 乌克兰 - 白俄羅斯 - 波蘭 - 捷克 - 斯洛伐克 - 挪威 - 丹麦 - 法國 - 荷蘭 - 比利时 - 盧森堡 - 南斯拉夫 - 希腊 - 土耳其 | - 非洲（4） - 南非 - 埃及 - 衣索比亞 - 利比里亚 | - 大洋洲（1） | - 西蘭洲 (1) - 新西兰 |

## 脚注
1. ↑  美国为安理会五常之一。
2. ↑  中華民國是联合国安理会五常之一。1945年中华民国國民政府代表中国签署宪章。1949年中国内战导致两岸分治，在台灣的中華民國政府依舊在联合国代表中国。直到1971年中華人民共和國取代中華民國在联合国行使中国的代表权（聯合國大會2758號決議）。
3. ↑  英屬印度，當時含巴基斯坦及孟加拉，随后由英国按照宗教信仰分割成印度和巴基斯坦，随后东巴基斯坦脱离建立孟加拉国。
4. ↑  英国为安理会五常之一。
5. ↑  苏联原为联合国成员国及安理会五常之一，1991年解体后被俄罗斯联邦取代。
6. ↑  法国为安理会五常之一。